# Autobús híbrido eléctrico

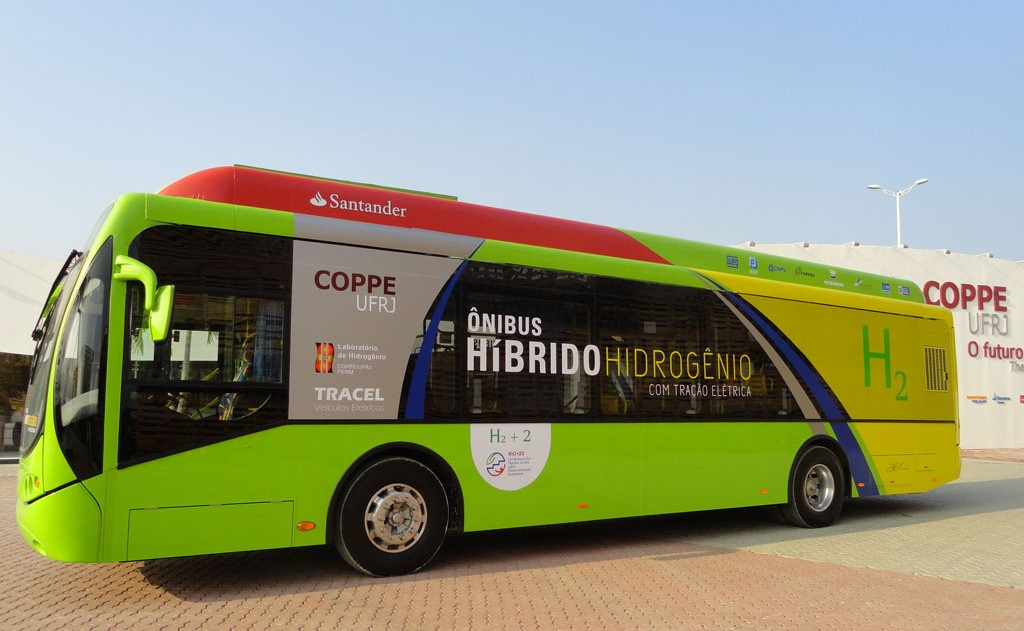
Un autobús híbrido en Brasil.

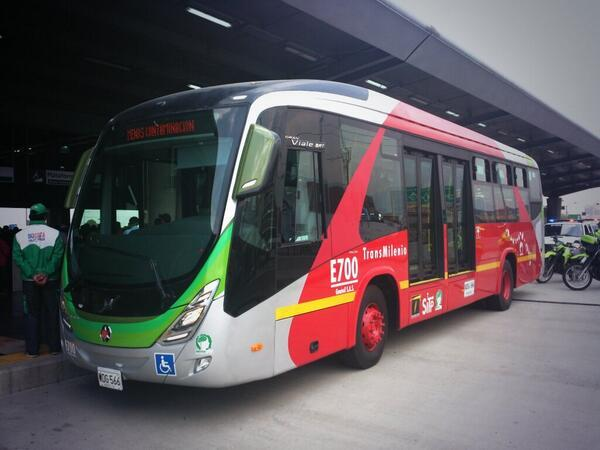
Autobús híbrido del sistema TransMilenio en Bogotá, Colombia.

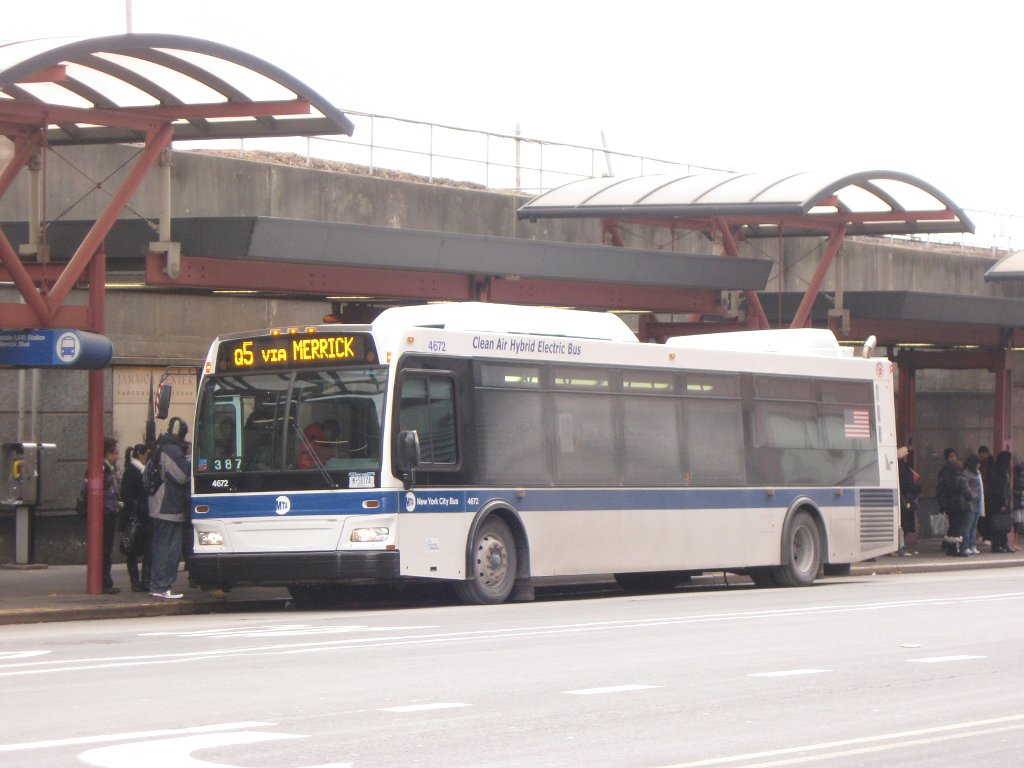
Un autobús híbrido eléctrico Orion VII Next Generation.

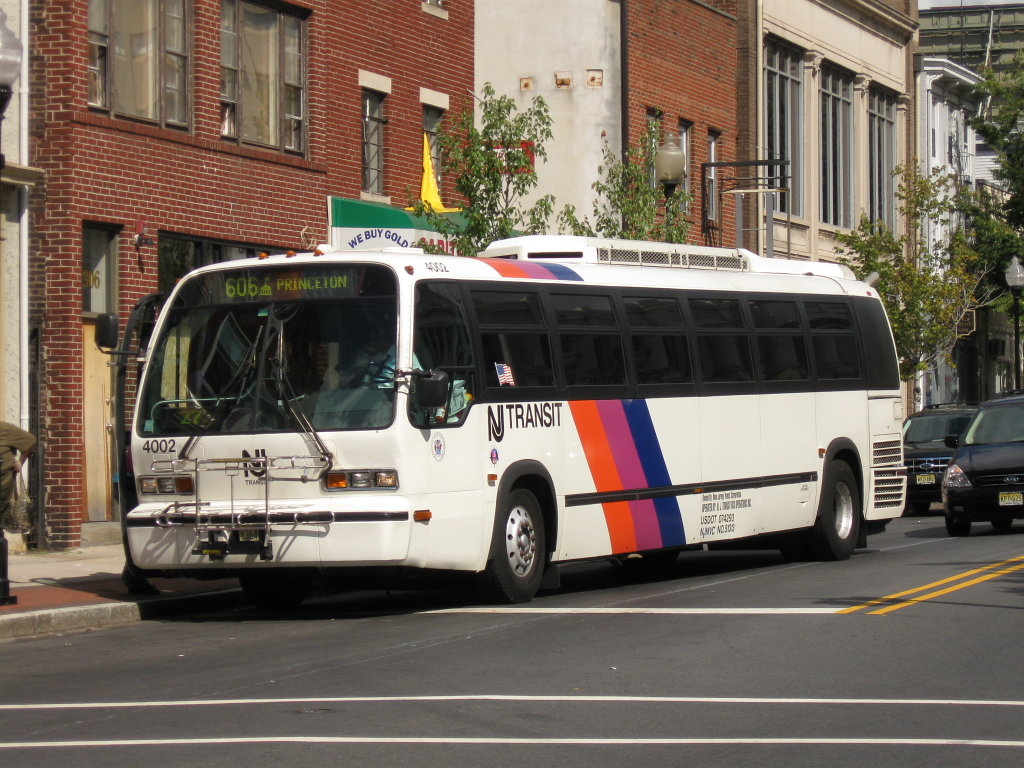
Una autobús híbrido eléctrico RTS de Nova.

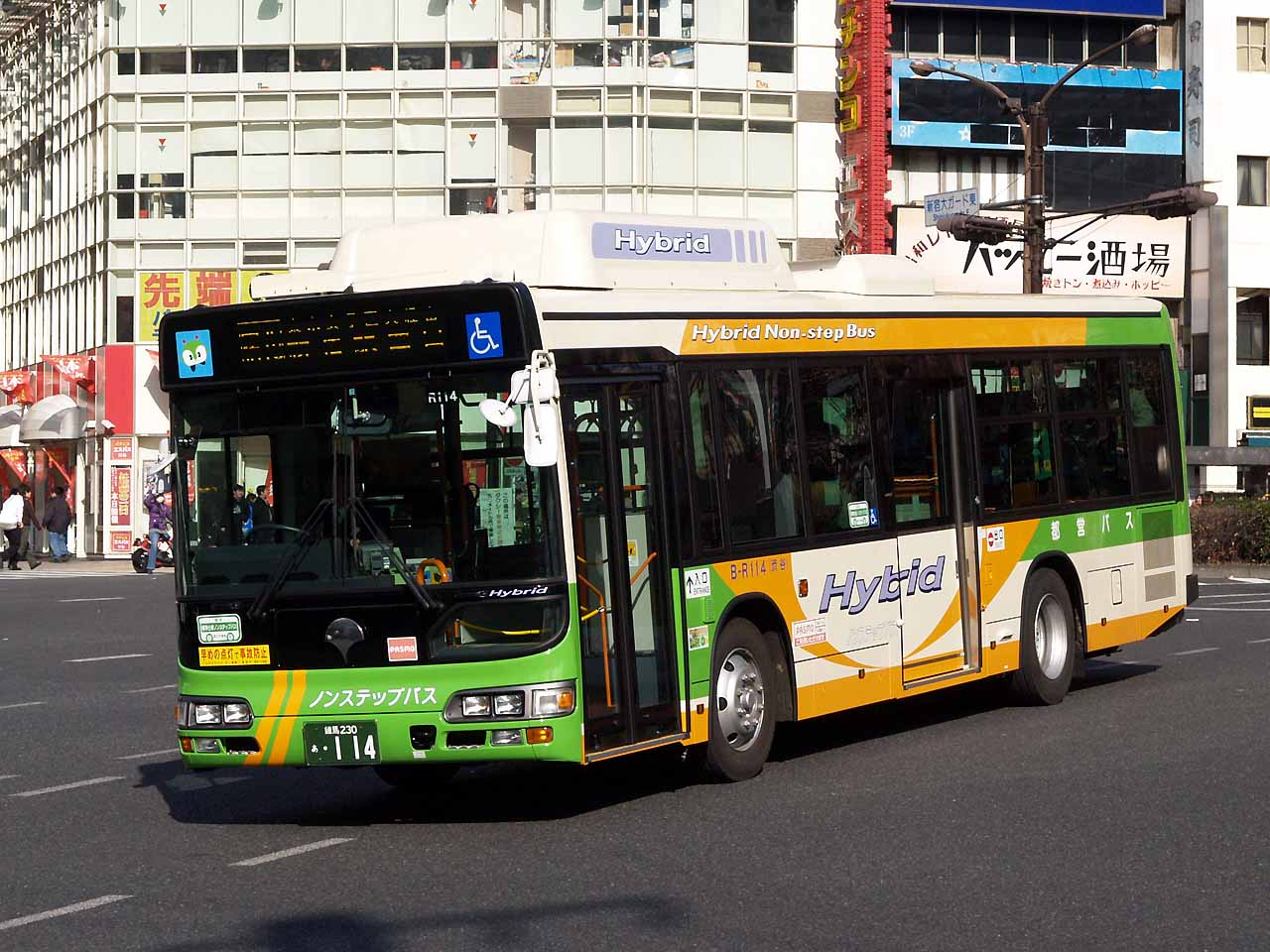
Un autobús diésel-eléctrico Hino Blue Ribbon City

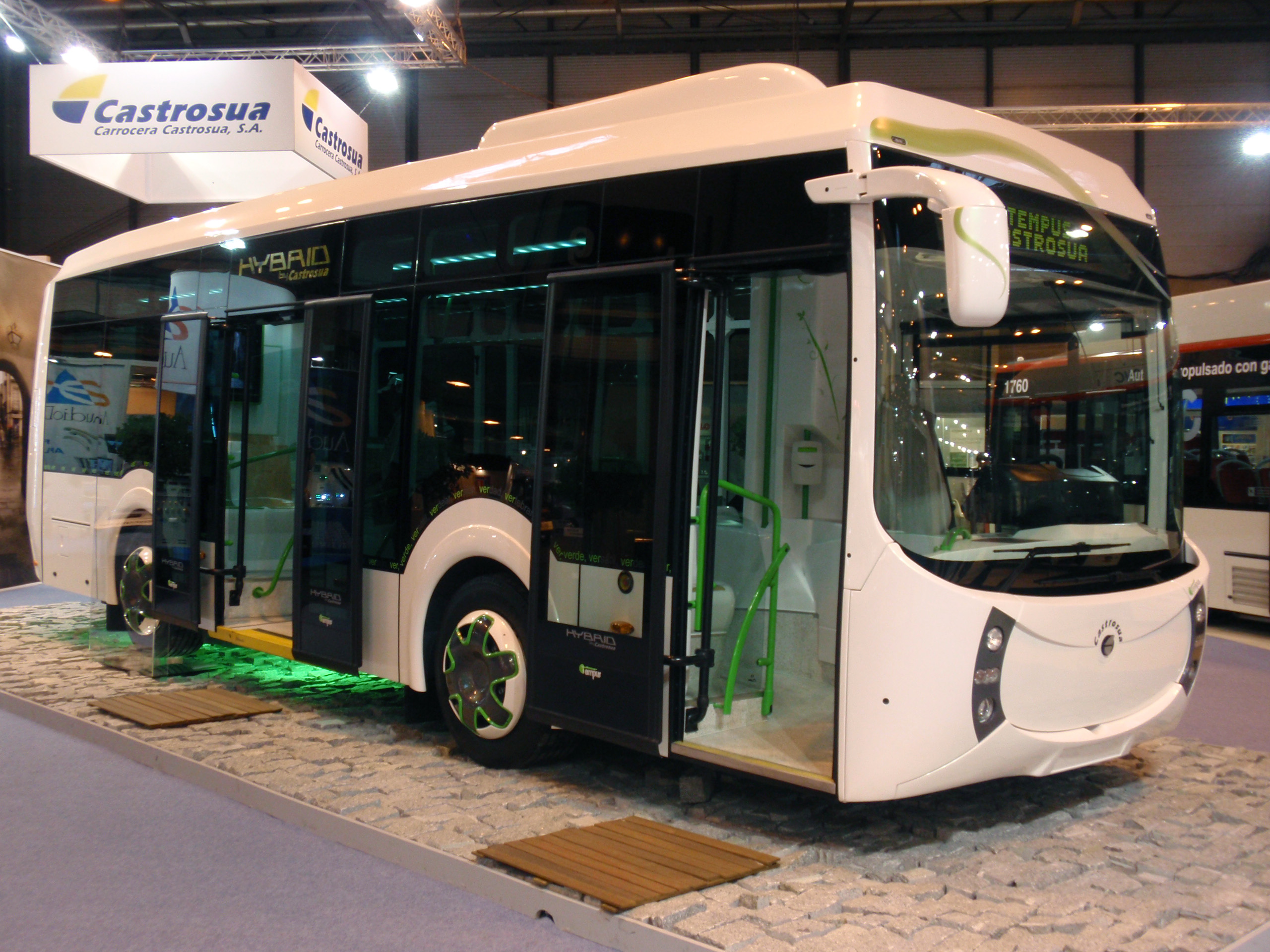
Un autobús Tempus de Castrosua en FIAA (Feria Internacional del Autobús y Autocar) 2008 en Madrid

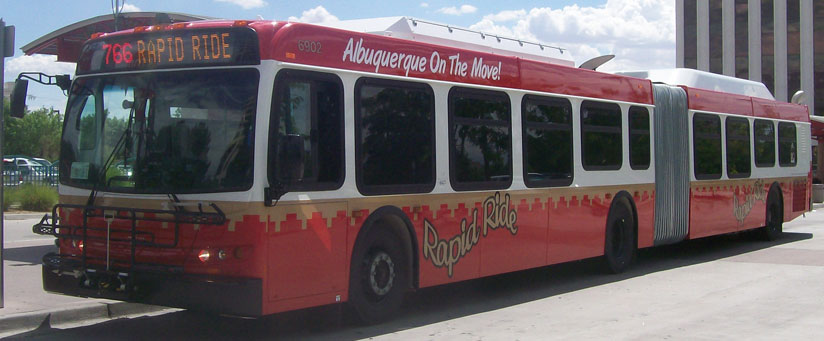
Un New Flyer Industries DE60LFR, autobús articulado.

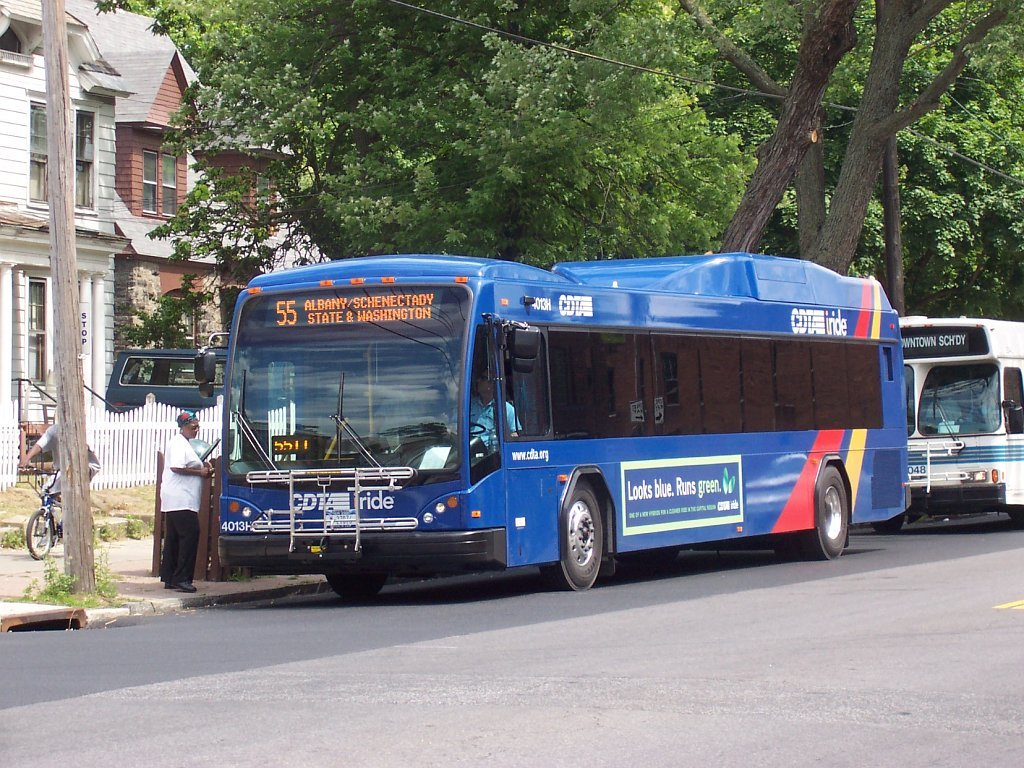
Un Gillig BRT híbrido.

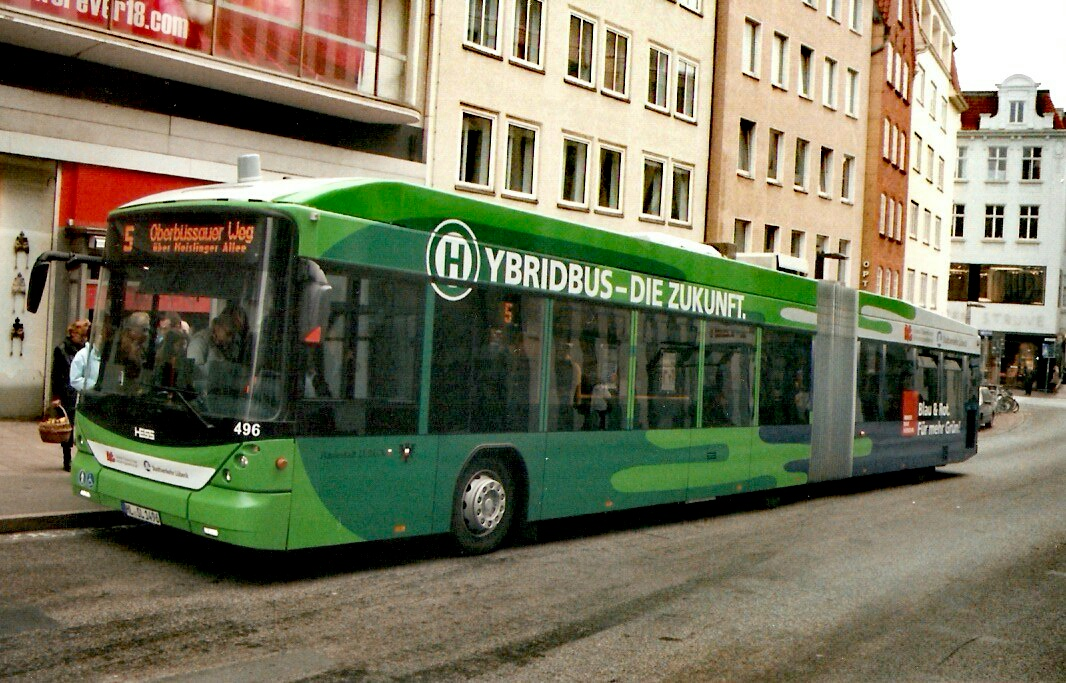
Un autobús híbrido en Alemania.

Un autobús híbrido eléctrico es aquel que combina un motor de propulsión convencional (motor de combustión interna) con un motor eléctrico. Este tipo de autobuses suele utilizar un sistema de propulsión diésel-eléctrico y también se conocen como los autobuses híbridos eléctrico-diésel.

## Ahorro, contaminación atmosférica y gases de efecto invernadero
Un informe elaborado por la Universidad de Purdue sugiere la introducción de buses diésel-eléctricos híbridos y BD20 podrían reducir las emisiones de gases de efecto invernadero y el consumo de petróleo y otros combustibles fósiles.
Por otro lado, la tecnología híbrida proporciona un ahorro en los costes operativos y de combustible del 50%.

## Fabricantes
Entre los fabricantes actuales de autobuses diésel-eléctricos encontramos   Alexander Dennis Limited (ADL), Azure Dynamics Corporation, Ebus, Eletra (Brasil), Hybricon, New Flyer Industries, Gillig, ISE Corporation, Motor Coach Industries, Orion Bus Industries, North American Bus Industries, Daimler AG's Mitsubishi Fuso, MAN, Designline, BAE Systems, Opbrid,, Solaris, Volvo Buses, Wrightbus, Castrosua-Vectia y muchos más.
Algunos de ellos fabrican también autobuses híbridos enchufables, como Volvo, entre otros.
Por otro lado existen empresas que proporcionan tecnología de propulsión híbrida a los fabricantes y carroceros de autobuses (como es el caso de Siemens a Vinamotor)

## Conversiones
Hybrid Electric Vehicle Technologies (HEVT) realiza conversiones de autobuses con motor de combustión interna a a híbridos enchufables

## Tránsito
Se está notando un aumento del uso de los autobuses todo-eléctricos, aunque algunas autoridades de transporte utilizan autobuses híbridos eléctricos adquiridos anteriormente:

### Norteamérica

#### Estados Unidos
Los fondos provienen generalmente de la Ley federal Diesel Emissions Reduction Act.
- ABQ RIDE (Albuquerque, Nuevo México)
- Ann Arbor Transportation Authority (AATA) (Ann Arbor, Míchigan)
- Autoridad Metropolitana de Autobuses (San Juan, Puerto Rico)
- Bee-Line Bus System (Condado de Westchester, Nueva York)
- Berks Area Reading Transportation Authority (Condado de Berks, Pensilvania)
- Bloomington Transit (Bloomington, Indiana)
- Broome County Transit (Condado de Broome, Nueva York)
- Capital Area Transportation Authority (Lansing, Míchigan)
- Capital District Transportation Authority (Albany, Nueva York)
- Central New York Regional Transportation Authority (Siracusa, Nueva York)
- Charlotte Area Transit System (Charlotte, Carolina del Norte)
- Chatham Area Transit (Savannah, Georgia)
- Chicago Transit Authority: New Flyer Industries,[15] modelo DE60LFR.[3]
- Citibus (Lubbock).
- Central Ohio Transit Authority (Columbus, Ohio)[16]
- Fort Wayne Citilink (Fort Wayne, Indiana)[17]
- CVTD Cache Valley Transit District (Logan, Utah)
- DART First State (Delaware)
- Durham Area Transit Authority (Durham, Carolina del Norte)
- Eureka Transit Service (Eureka, California)
- Greater Lafayette Public Transportation Corporation (Lafayette, Indiana)
- Hillsborough Area Regional Transit (Condado de Hillsborough (Florida))
- Howard Transit, (Howard County, Maryland)
- Kanawha Valley Regional Transportation Authority
- King County Metro Transit Authority (Seattle, Washington)
- Lane Transit District (Condado de Lane, Oregón)
- Long Beach Transit (Long Beach, California)
- LACMTA (Los Ángeles, California)
- Madison Metro Transit (Wisconsin)
- Massachusetts Bay Transportation Authority (Boston, MA)
- MATBUS - Metro Area Transit (Fargo, ND - Moorhead, MN)
- Metropolitan Transit Authority of Harris County, Texas (Houston, Texas)
- Minneapolis-Saint Paul Metro Transit
- MTA Maryland (Baltimore, Maryland)
- Nashville Metropolitan Transit Authority
- New York City Transit Authority
- Niagara Frontier Transportation Authority (Buffalo, Nueva York)
- North County Transit District (North San Diego, California)
- Orange County Transportation Authority (Orange County, California)
- Port Authority of Allegheny County (Pittsburgh, Pensilvania)
- Regional Transportation Commission of Southern Nevada/Citizens Area Transit (Las Vegas, Nevada)
- Rhode Island Public Transit Authority (Providence, Rhode Island)
- Roaring Fork Transportation Authority (Aspen, Colorado)
- San Diego Metropolitan Transit System/San Diego Transit (San Diego, California)
- San Francisco MUNI (San Francisco, California)
- San Joaquin Regional Transit District (Stockton, California)
- Santa Clara Valley Transportation Authority (Santa Clara County, California)
- Santa Rosa CityBus (Santa Rosa, California)
- Sarasota County Area Transit (Sarasota, Florida)
- Sound Transit (Estrecho de Puget)
- Southeastern Pennsylvania Transportation Authority (Filadelfia, Pensilvania, EE. UU.)
- Southwest Ohio Regional Transit Authority (Cincinnati, Ohio)[18]
- Spokane Transit Authority (Spokane, Washington)
- TheBus (Honolulu, Hawái)
- TriMet (Portland, Oregón):  two vehicles.
- Utah Transit Authority (Salt Lake City, Utah)
- Washington Metropolitan Area Transit Authority

#### Canadá
- Edmonton Transit System (Edmonton, Alberta)
- Hamilton Street Railway (Hamilton, Ontario)
- OC Transpo (Ottawa, Ontario)
- Réseau de transport de la Capitale (RTC) (Quebec City, Quebec) [Actualmente un Novabus LFS HEV en servicio]
- Société de transport de Montréal (STM) (Montreal, Quebec) [Actualmente posee cuatro Novabus LFS HEVs]
- Société de transport de l'Outaouais (STO) (Gatineau, Quebec)
- St. Catharines Transit (St. Catharines, Ontario)
- Toronto Transit Commission (Toronto, Ontario)
- Coast Mountain Bus Company (Vancouver, British Columbia)
- BC Transit   (Kelowna, British Columbia).[19]
- Transit Windsor (Windsor, Ontario)

### Asia

#### China
- Pekín Public Transport
- Kunming Bus
- Shenzhen Bus Group
- Shenzhen Eastern Bus
- Shenzhen Western Bus

#### Japón
- Marunouchi Shuttle

#### Singapur
- SBS Transit

### Europa

#### Alemania
- Dresde
- Hagen[20]
- Lübeck[21]
- Múnich[22]
- Núremberg[23]

#### Reino Unido
El Green Bus Fund es un fondo que apoya a las compañías de autobús y a las autoridades locales de Inglaterra para comprar autobuses eléctricos.
- London Buses, London. Esta es la mayor flota del Reino Unido, con más de 50 vehículos en uso.[25]
- Mánchester: FirstGroup, Bath, Somerset, Bristol, Manchester Metroshuttle
- Edimburgo: Lothian Buses, con autobuses híbridos Volvo 7900.[26]
- Lothian Buses
- Newcastle upon Tyne
- Oxford Bus Company, Oxfordshire
- QuayLink (Tyne and Wear)
- Reading Buses
- Stagecoach, Stagecoach Manchester, Oxford, Sheffield

#### España
En España, las siguientes ciudades y entidades de transporte cuentan con autobuses híbridos eléctricos:
- Santander Volvo Hybrid y Mercedes-Benz Citaro Hybrid.
- Alcobendas y San Sebastián de los Reyes, autobuses Volvo y Heuliez.
- Alcorcón, autobuses Volvo.
- Albacete. MAN Lion's City Hybrid
- Badalona.
- Barcelona (MAN Lion's City Hybrid)[28]
- Burgos, autobuses Solaris.
- Colmenar Viejo, autobuses Heuliez.
- Figueras, dentro del Proyecto Electrobus, IDAE
- Madrid, Empresa Municipal de Transportes de Madrid. Utiliza MAN Lion's City Hybrid, Iveco Urbanway Hybrid -los dos diésel-eléctricos-,[29] Castrosua Tempus y Tata Hispano Area Hybrid, ambos híbridos GNC-eléctricos.[30] Además existen cuatro autobuses del modelo Cittour de Noge convertidos a híbridos diésel-eléctricos, y Autobuses Prisei incluye entre su flota dos Vectia Teris.
- Móstoles, autobuses Volvo.
- Pozuelo de Alarcón, MAN Lion's City Hybrid
- Autoridad Única del Transporte de Gran Canaria[31] (AUTGC), con autobuses Enviro 350h[32]  de la firma Alexander Dennis[33] con carrocería Habit de Tata Hispano.
- San Sebastián: (MAN Lion's City Hybrid)[34]  y Solaris Urbino Hybrid.
- Torrejón de Ardoz (Madrid): autobuses Volvo.
- Tres Cantos (Madrid): autobuses Castrosúa.
- Valdemoro, autobuses de Autómnibus Interurbanos S.A. tipo MAN Lion's City Hybrid
- Valladolid: MAN Lion`s City Hybrid y Vectia Veris.12.
- Pamplona:Volvo 7900 Hybrid, Man Efficient Hybrid, Mercedes citaro Hybrid, Iveco Urbanway, Heuliez GX437HYB, Vectia Veris 12 Hybrid y Teris 10 Hybrid.
- Zaragoza: Tata Hispano.
- Oviedo: Desde mediados de 2018 tiene un Mercedes-Benz Citaro Hybrid. Se espera recibir un segundo coche a finales de 2018.

#### Suiza
- Postauto,[35][36] Suiza: se está probando un vehículo desde abril de 2010.[37]
- CarPostal[38][39] diez autobuses híbridos eléctricos de Volvo[40][41] en Valais, para la línea Aigle ‐ Vionnaz – St‐Gingolph.[42][43]

#### Otros países europeos
- Jönköpings Länstrafik, Jönköping, Suecia. El modelo usado es un MAN Lion City Hybrid
- Ljubljanski potniški promet (5 Kutsenits Hydra City II/III Hybrid's), Liubliana, Eslovenia
- París: RATP está usando un autobús híbrido eléctrico preparado con ultracapacitadores; el modelo usado es el MAN Lion City Hybrid.[44][45]
- Milán, Italia
- Team Trafikk, Trondheim, Noruega, con 10 Volvo B5L
- Viena, Austria[20]

### Sudamérica

#### Brasil
- São Paulo.[46]

#### Colombia
- Bogotá.[47]

### África y Oceanía
- Christchurch, Nueva Zelanda